# Résolution 1521 du Conseil de sécurité des Nations unies
Membres permanents
- Chine
- États-Unis
- France
- Royaume-Uni
- Russie

Membres non permanents
- Allemagne
- Angola
- Bulgarie
- Chili
- Cameroun
- Espagne
- Guinée
- Mexique
- Pakistan
- Syrie

Résolution no 1520 Résolution no 1522
La résolution 1521 du Conseil de sécurité des Nations Unies, adoptée à l'unanimité le 22 décembre 2003, après avoir rappelé toutes les résolutions précédentes sur la situation au Libéria et en Afrique de l'Ouest, a remplacé le régime de sanctions internationales contre le Libéria. Il s’agit de la dernière résolution du Conseil de sécurité adoptée en 2003.

## Résolution

### Préambule
Dans le préambule de la résolution, le Conseil s’est déclaré préoccupé par les conclusions d’un groupe d’experts selon lesquelles les violations des sanctions créé par la résolution 1343 (2001) continuent de se produire. Il a salué l'accord de paix signé par le gouvernement libérien, les Libériens unis pour la réconciliation et la démocratie (LURD) et le Mouvement pour la démocratie au Libéria (MODEL) le 18 août 2003 et l'entrée en fonction du Gouvernement national de transition du Libéria, sous la présidence de Gyude Bryant, le 14 octobre 2003. Les États de la région ont été appelés à construire une paix durable par l’intermédiaire de la Communauté économique des États de l’Afrique de l’Ouest (CÉDÉAO), du Groupe de contact international sur le Libéria, de l'Union du fleuve Mano et du Processus de Rabat.
En outre, le Conseil craignait que l’accord de paix ne soit pas appliqué sur l’ensemble du territoire libérien, en particulier dans les zones où la Mission des Nations Unies au Libéria (MINUL) n’était pas déployée. Le Conseil a reconnu le lien entre l’exploitation et le commerce illégaux des ressources naturelles et la prolifération du trafic d’armes qui alimente les conflits en Afrique de l’Ouest. Elle a déterminé que la situation, la prolifération des armes et des acteurs armés non étatiques, y compris le mercenariat, dans la région continuaient de constituer une menace pour la paix et la sécurité internationales.

### Dispositif
La résolution a été prise sur le fondement du Chapitre VII de la Charte des Nations unies, ce qui la rend juridiquement contraignante. Elle est divisée en deux parties (A et B)

#### A
Le Conseil de sécurité a rappelé les résolutions 1343, 1408 (2002), 1478 (2003), 1497 (2003) et 1509 (2003), et a noté l’évolution de la situation, notamment le départ de l’ancien président Charles Taylor et les progrès du processus de paix en Sierra Leone voisin. À cet égard, le Comité des sanctions précédent a été dissous et les interdictions de vente ou de fourniture d’armes, de diamants, de bois et de voyage ont été levées.

#### B
Dans le même temps, de nouvelles sanctions ont été imposées pour une période de douze mois et des exemptions pertinentes ont été accordées concernant les Nations Unies. Ces mesures prendraient fin une fois que le Conseil aurait déterminé que le cessez-le-feu libérien avait été pleinement respecté, que le désarmement, la démobilisation, la réintégration, le rapatriement et la restructuration du secteur de la sécurité avaient été achevés, que l’accord de paix avait été mis en œuvre, qu’un régime de certificat d’origine des diamants avait été établi et que la stabilité avait été maintenue au Libéria et dans la sous-région. Le gouvernement de transition a également été exhorté à rejoindre le Processus de Kimberley et à établir son autorité sur les zones productrices de bois, notamment par le biais de mécanismes de surveillance, dès que possible. La communauté internationale a été exhortée à fournir une assistance au gouvernement de transition au cours de ces processus. Les mesures seraient réexaminées d’ici le 17 juin 2004.
La résolution a créé un nouvel organe subsidiaire du Conseil de sécurité pour remplacer le Comité du régime de sanctions précédent, chargé de surveiller la mise en œuvre des sanctions, de mettre à jour la liste des personnes et entités sanctionnées et de formuler des recommandations. Le Secrétaire général Kofi Annan a été prié de créer un groupe de cinq experts chargés de mener une mission de suivi au Libéria et dans les États voisins concernant la mise en œuvre et les violations des restrictions imposées au Libéria, y compris les mouvements rebelles. Ce groupe devait rendre son rapport avant le 30 mai 2004. Il s'est félicité de la volonté de la MINUL de coopérer avec le comité et a demandé à la Mission des Nations Unies en Sierra Leone (MINUSIL) et à la Mission des Nations Unies en Côte d'Ivoire d'aider le Comité des sanctions et le groupe d'experts. Le Secrétaire général a été chargé de faire rapport, avant le 30 mai 2004, sur les progrès réalisés dans la mise en œuvre de ces mesures.
Enfin, le gouvernement de transition a été exhorté à informer la population libérienne du contenu de la résolution, y compris des critères de levée des sanctions.

## Voir également